# موزه پوشکین
موزه دولتی هنرهای زیبای پوشکین (به روسی: Музей изобразительных искусств им. А. С. Пушкина)، غنی‌ترین موزهٔ هنر اروپایی در مسکو است. موزه پوشکین در مقابل کلیسای جامع مسیح نجات‌دهنده در خیابان ولخونکا واقع شده‌است. ساخت این موزه با معماری رومن کلین و ولادیمیر شوخوف از سال ۱۸۹۸ شروع و تا سال ۱۹۱۲ ادامه داشت. موزه هنرهای زیبا در بدو تأسیس به افتخار الکساندر سوم، تزار روسیه به‌نام وی نام‌گذاری شد. پس از انقلاب ۱۹۱۷ روسیه و سقوط دودمان رومانوف، تا سال ۱۹۲۳ نام موزه به موزه هنر دانشگاه مسکو تغییر یافت و نهایتاً در سال ۱۹۳۷، دولت روسیه نام موزه را به افتخار صدمین سال درگذشت الکساندر پوشکین به نام کنونی تغییر داد.
موزه پوشکین دارای یکی از با ارزش‌ترین مجموعه‌های هنر از نقاشانی چون ساندرو بوتیچلی، لوکاس کراناخ پدر، رامبرانت، رافائل، ادگار دگا، پل سزان، پل گوگن، پیر اوت رنوآر، تئودور روسو، آنری دو تولوز-لوترک، آندره دورن، کامی پیسارو، وَنسان وَن گوگ و پابلو پیکاسو است.

## نگارخانه

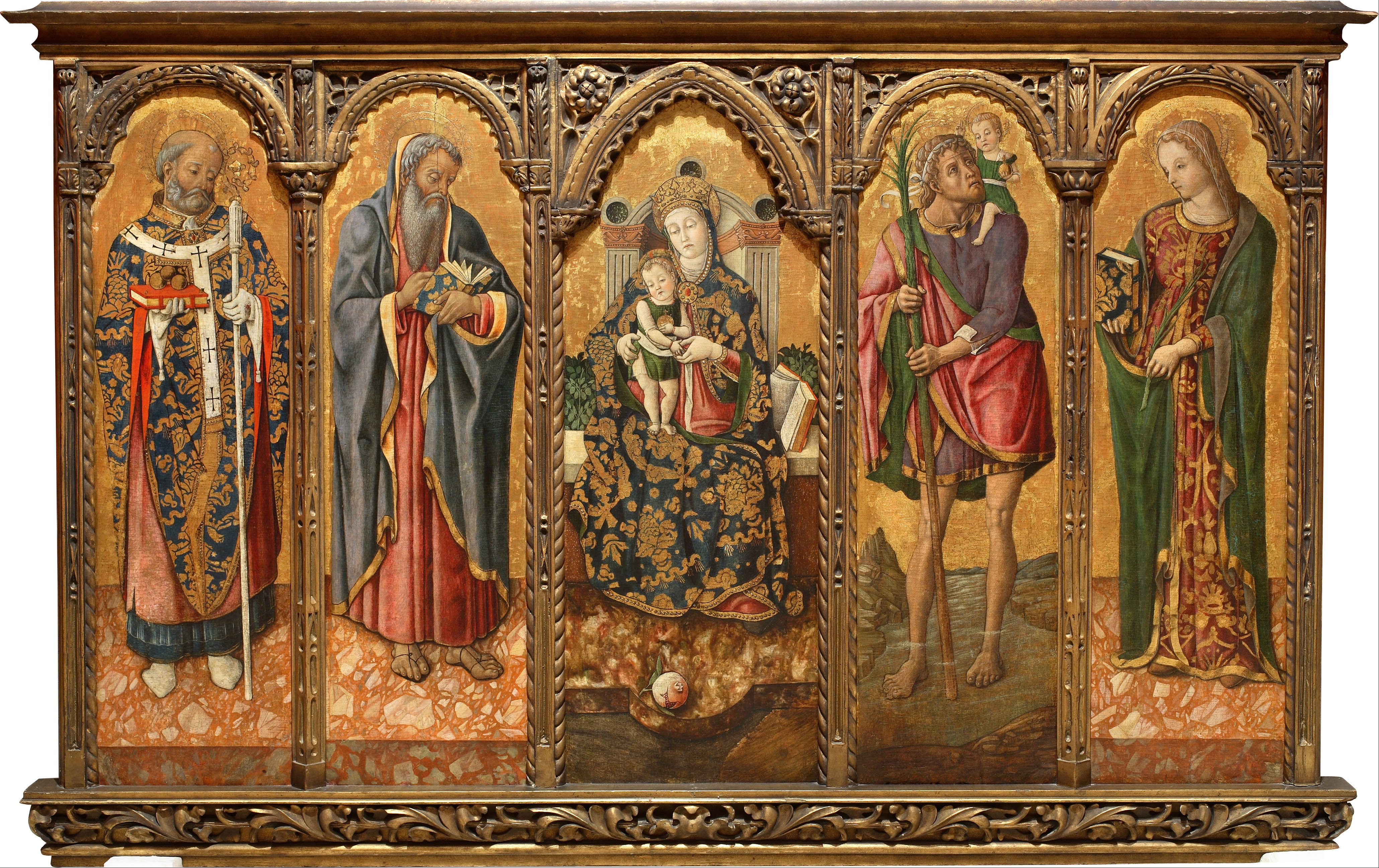
مدونا، پسرش و قدیس‌ها ویتوریو کریولی، حوالی ۱۴۸۰ م.
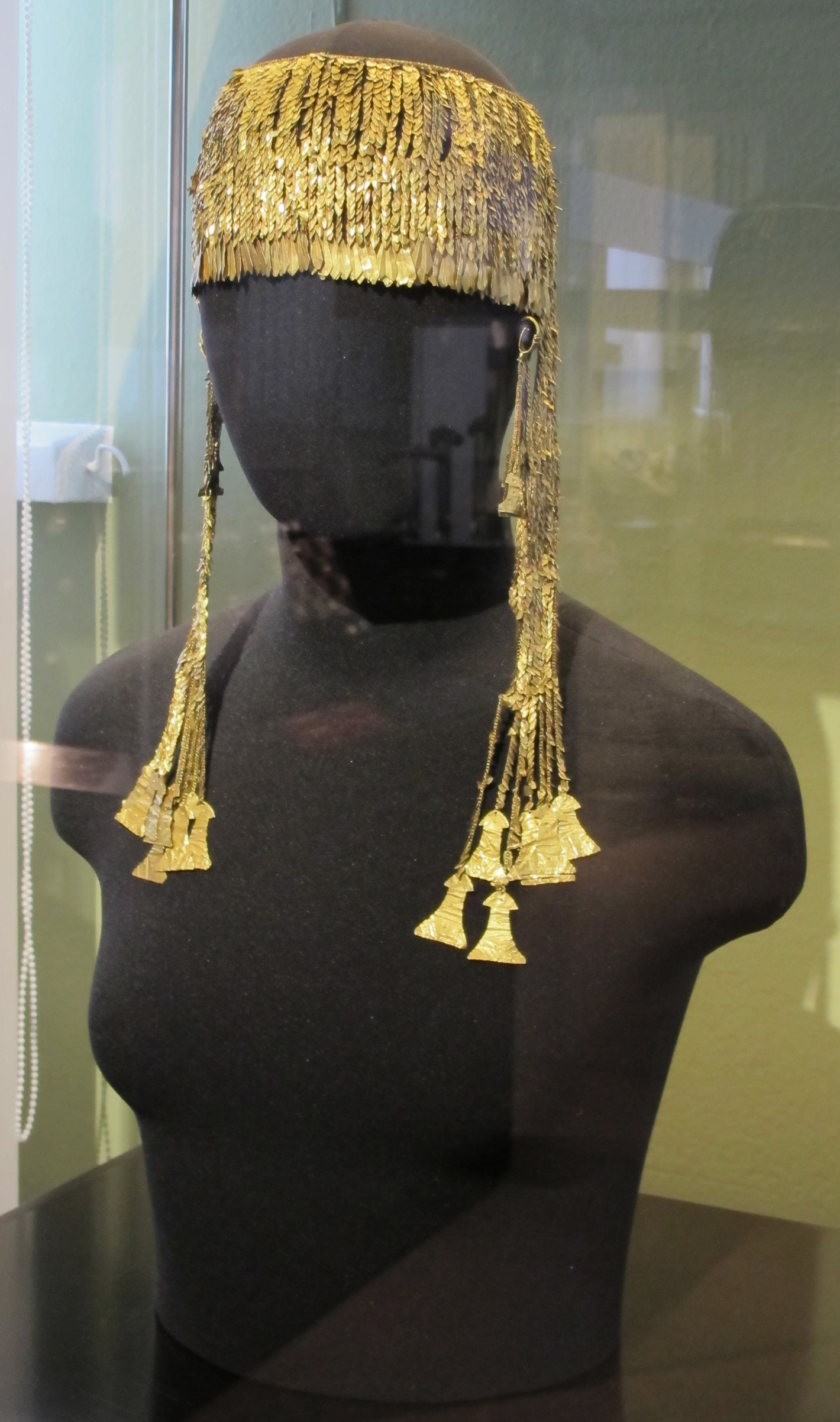
گنجینه پریام
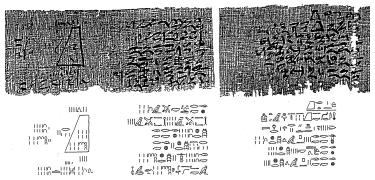
پاپیروس ریاضی مسکو
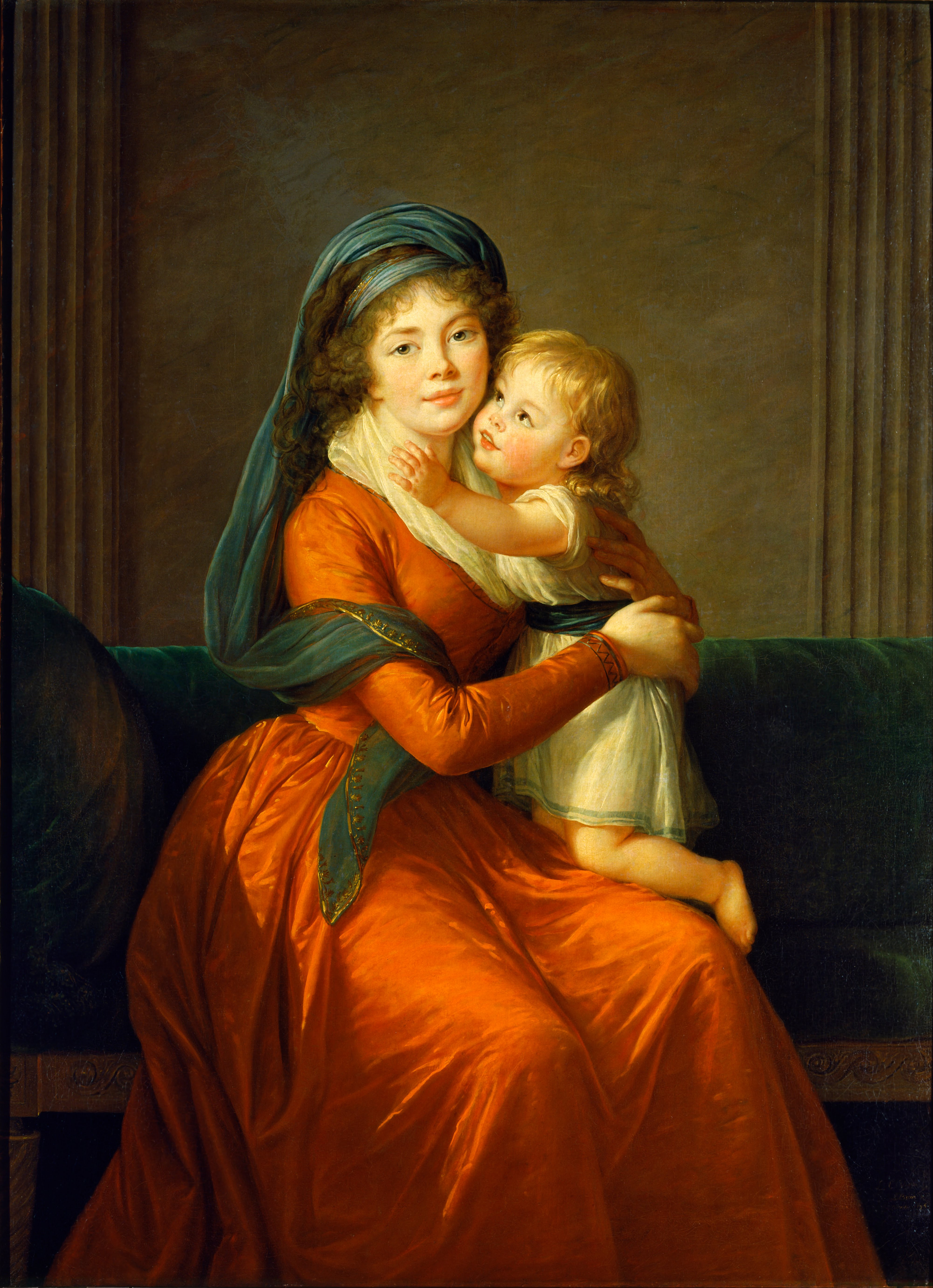
پُرتره پرنسس آلکساندرا پتروونا گولیتسینا و پسرش لوئیز الیزابت ویژه لوبرن، ۱۷۹۴ م.
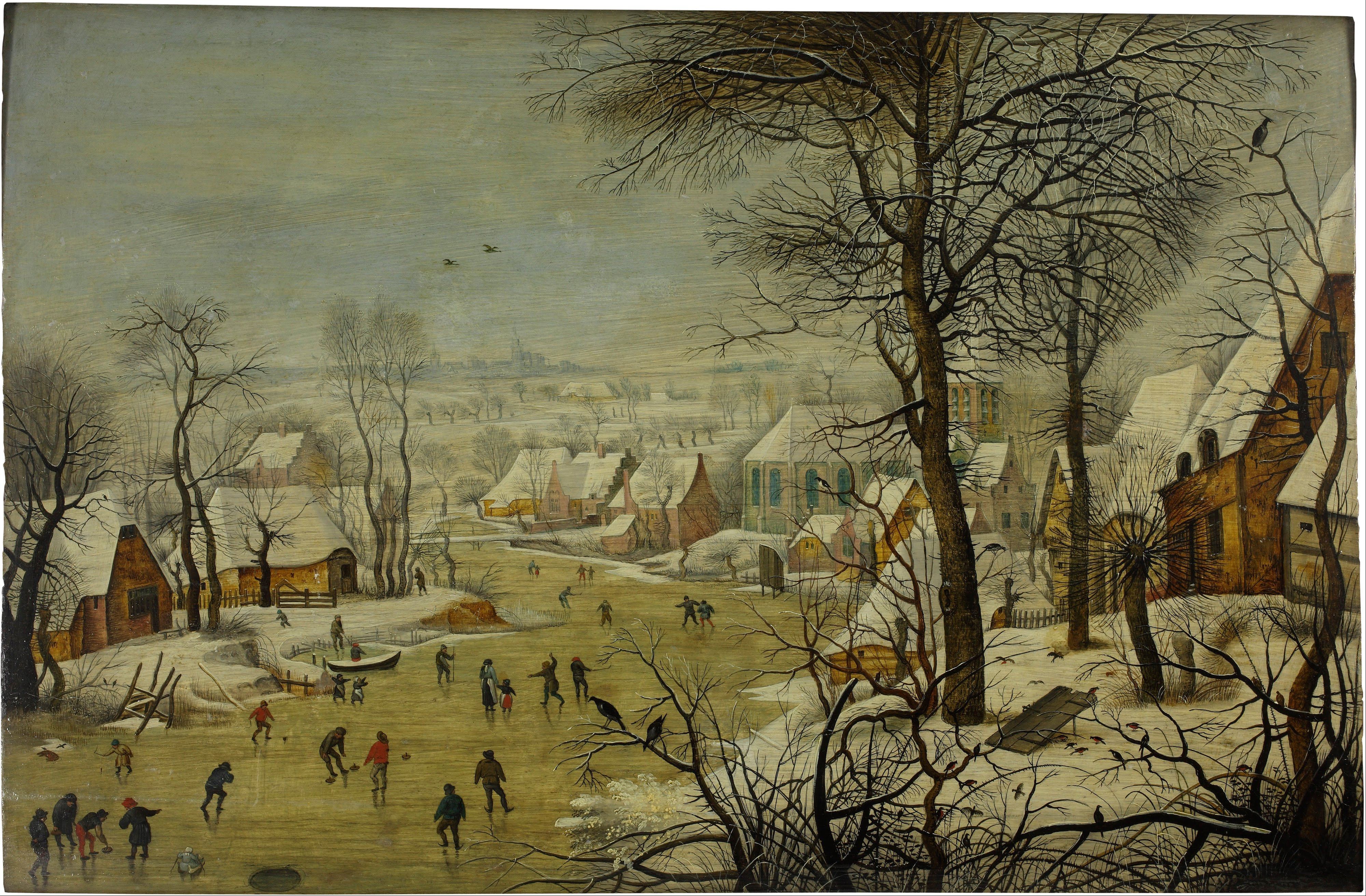
چشم‌انداز زمستان و تله‌های پرندگان پیتر بروگل پسر، دههٔ ۱۶۲۰ م.
بازگشت قایق دوک ونیز به اسکله در روز جشن عروج کانالتو، ۱۷۲۹ - ۱۷۳۲ م.
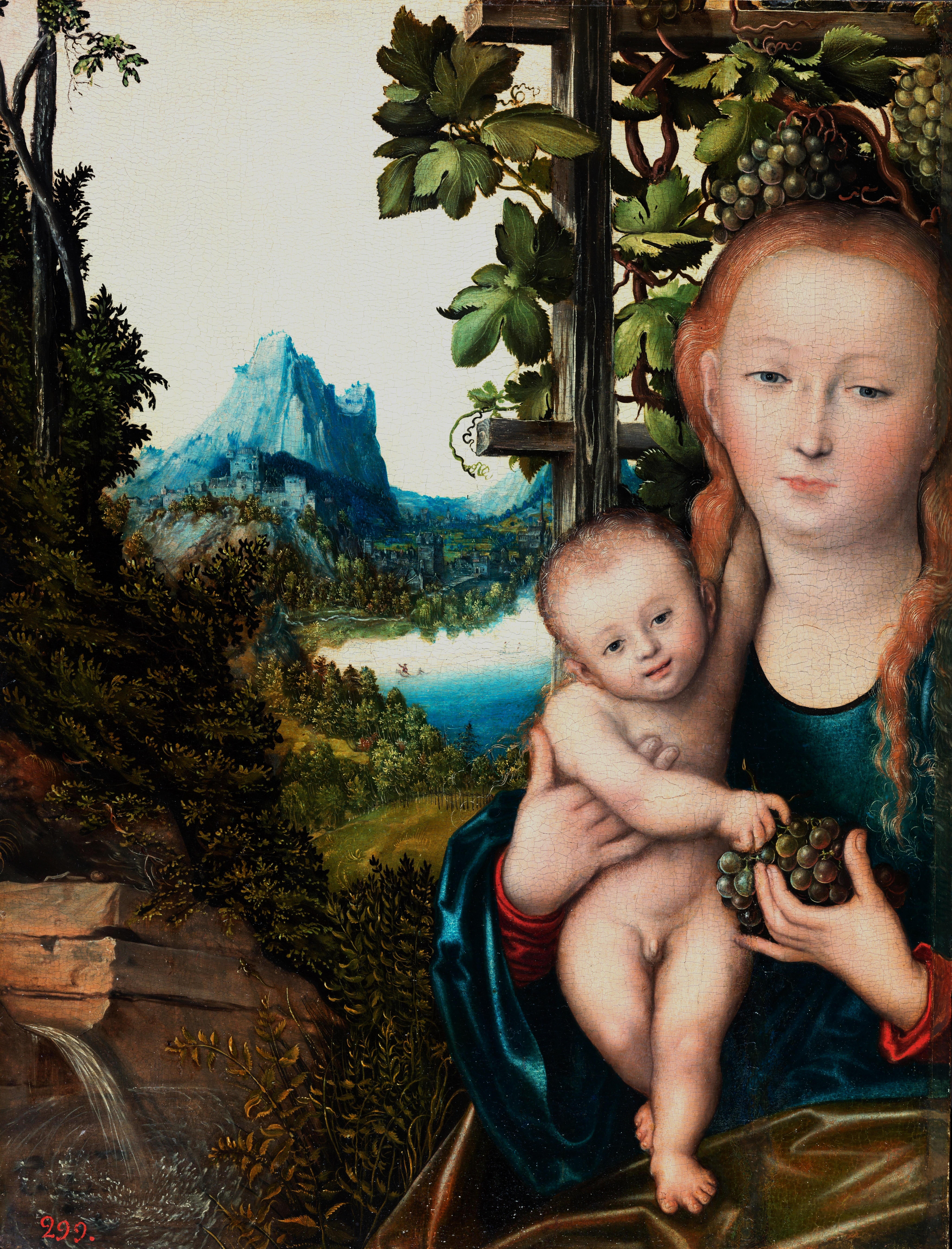
مدونا و پسرش لوکاس کراناخ پدر، حوالی ۱۵۲۰ م.
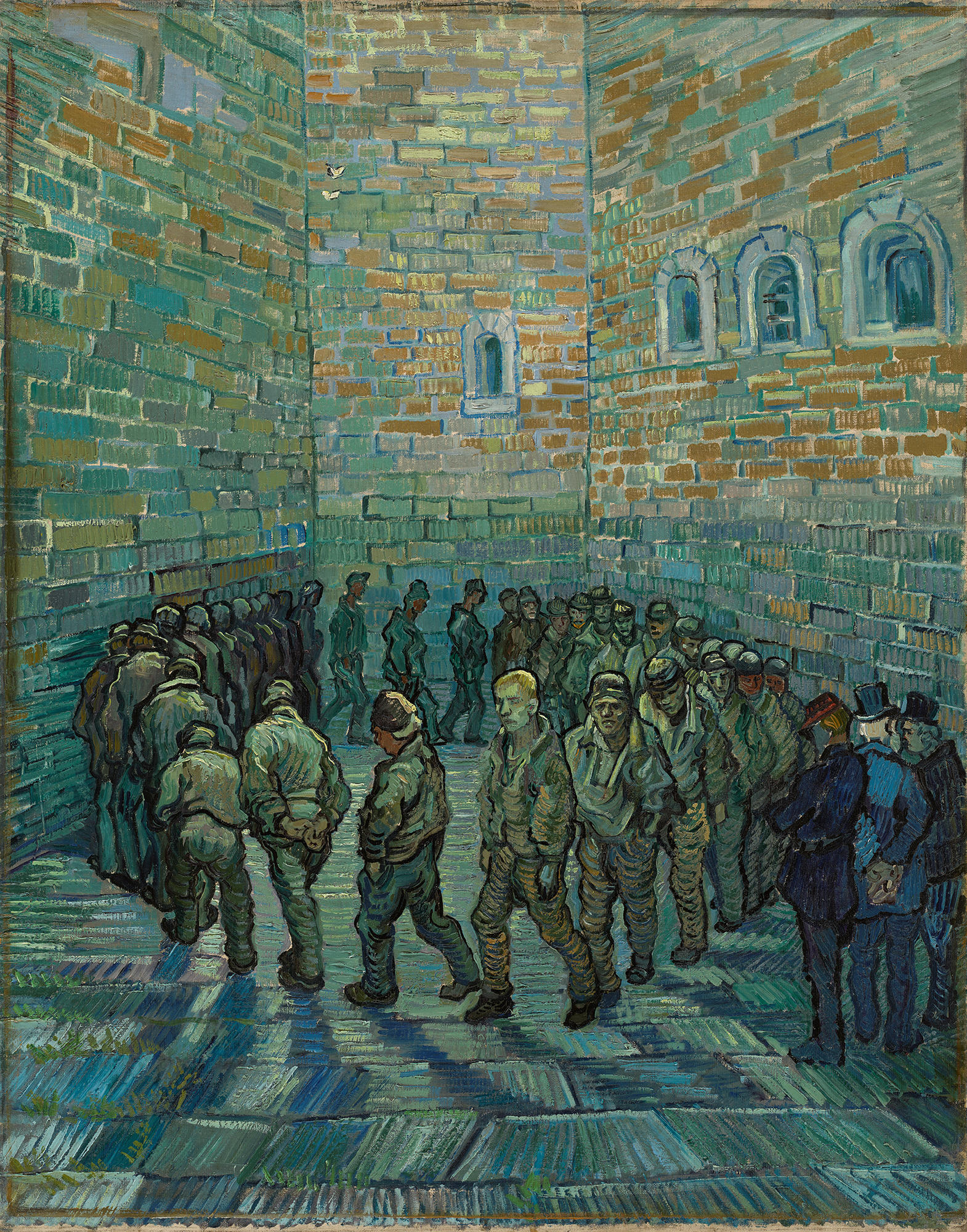
گردش زندانی‌ها وَنسان وَن گوگ، ۱۸۹۰ م.
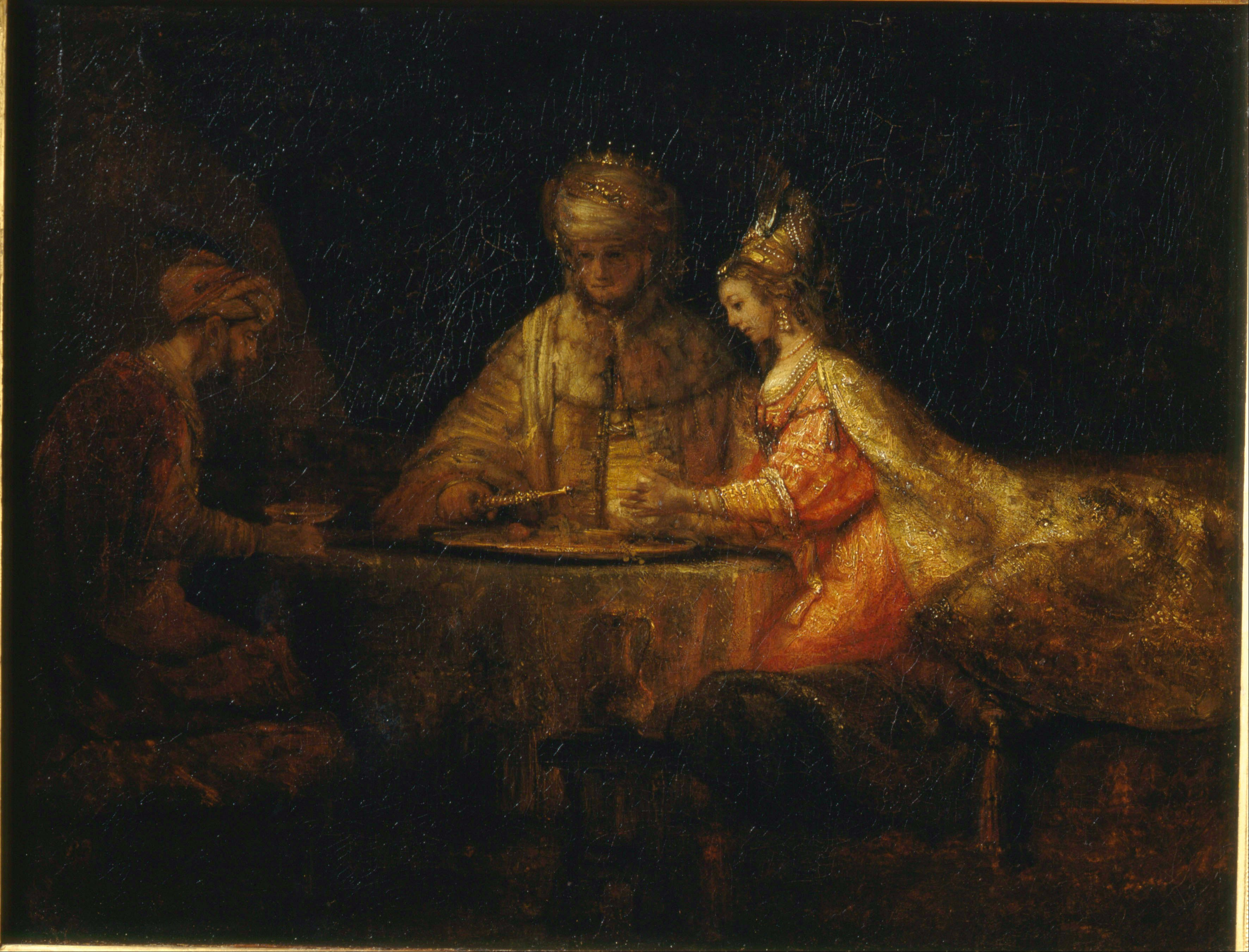
اخشورش و هامان بر سُفرهٔ استر رامبرانت، ۱۶۶۰ م.
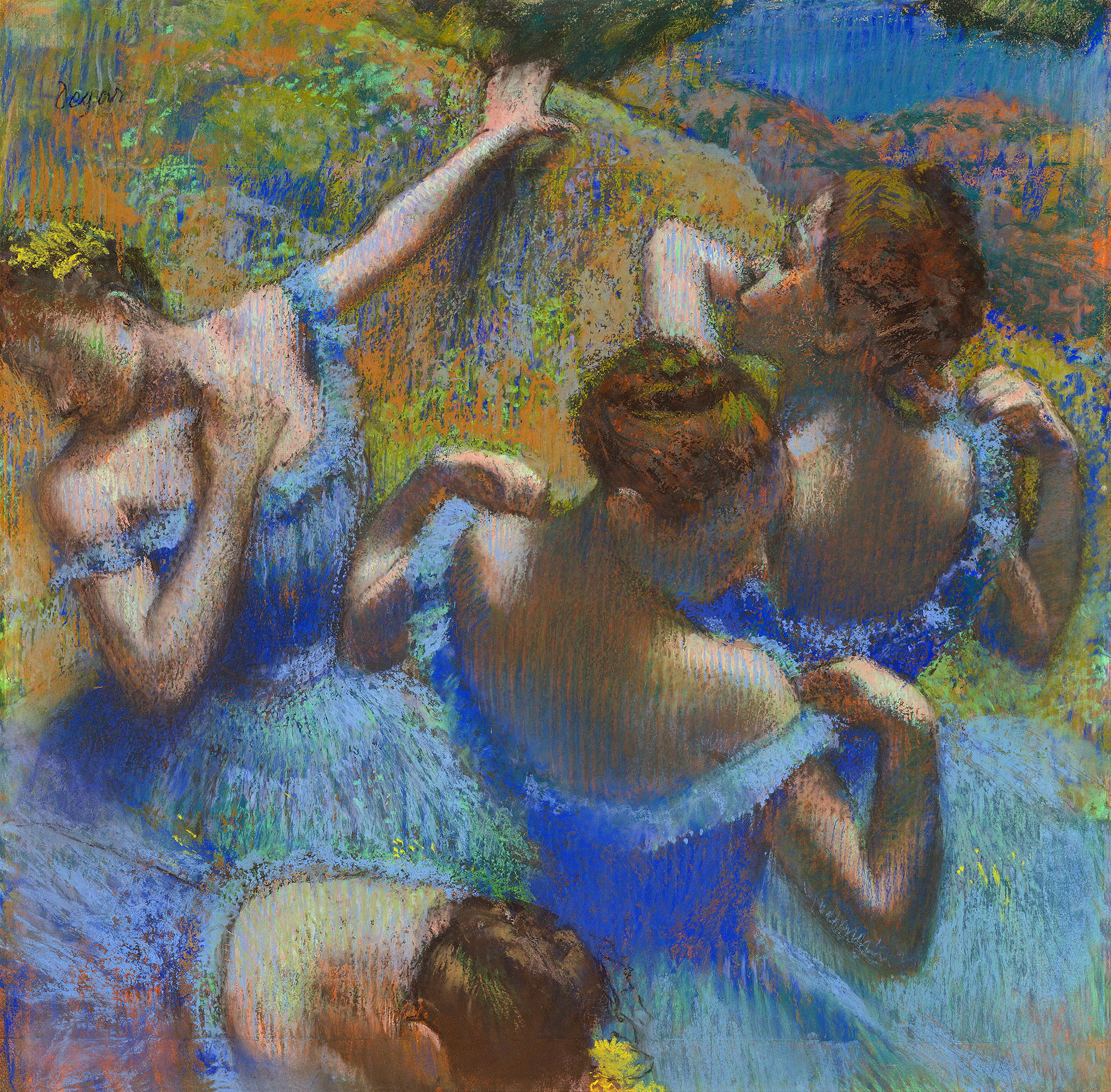
رقصندگان آبی ادگار دگا، ۱۸۹۷ م.
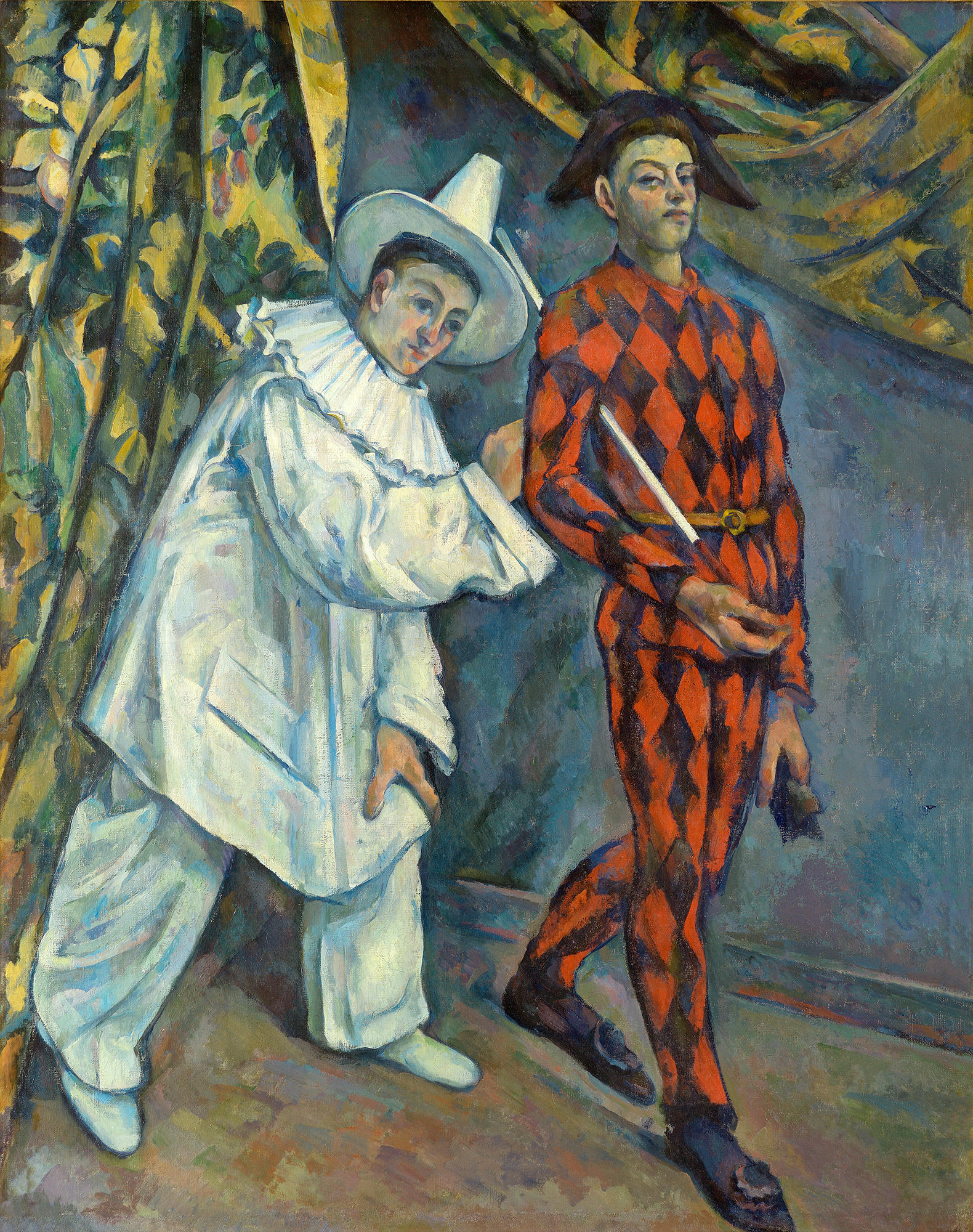
ماردی گرا پل سزان، ۱۸۸۸ م.
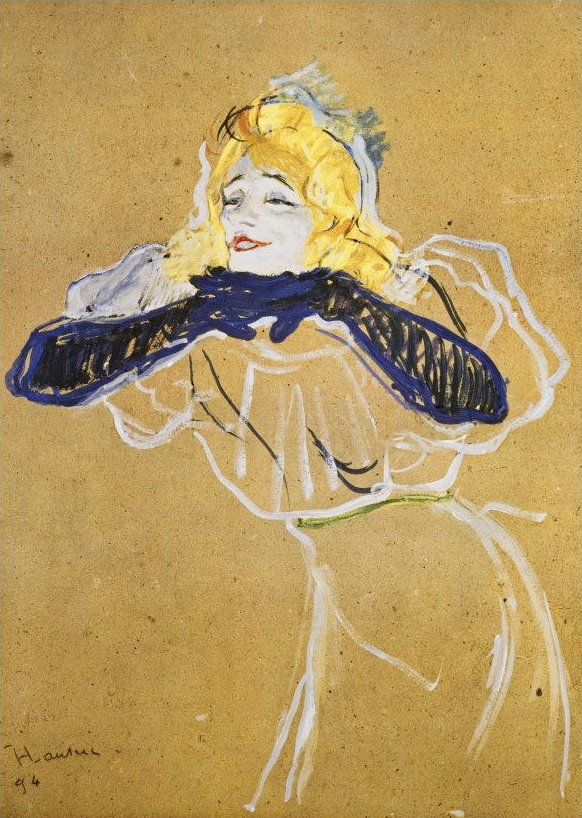
ایوت گیلبر دلبر آنری دو تولوز-لوترک، ۱۸۹۴
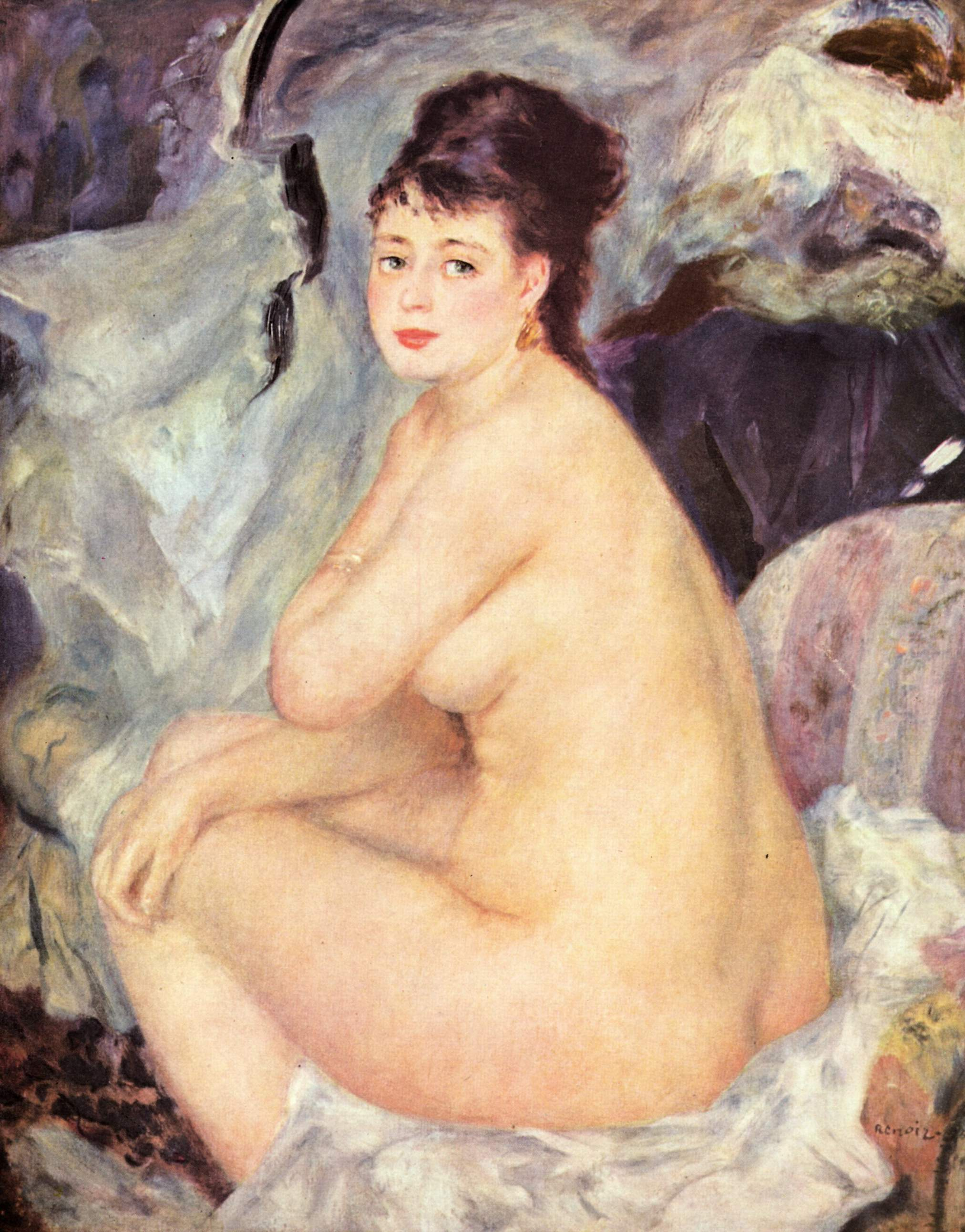
آنا پیر اوت رنوآر، ۱۸۷۶ م.
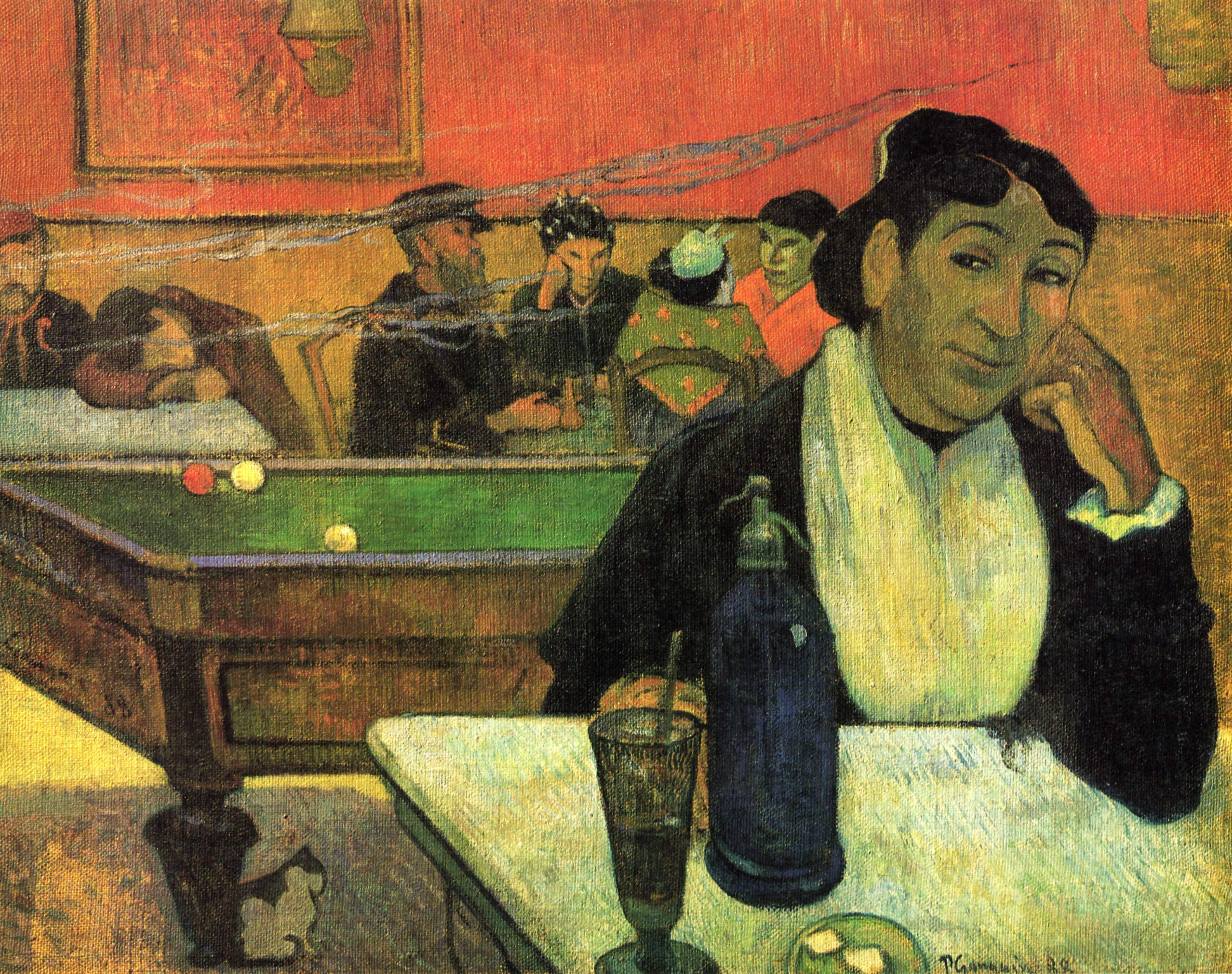
کافه‌ای شبانه در آرل پل گوگن، ۱۸۸۸ م.
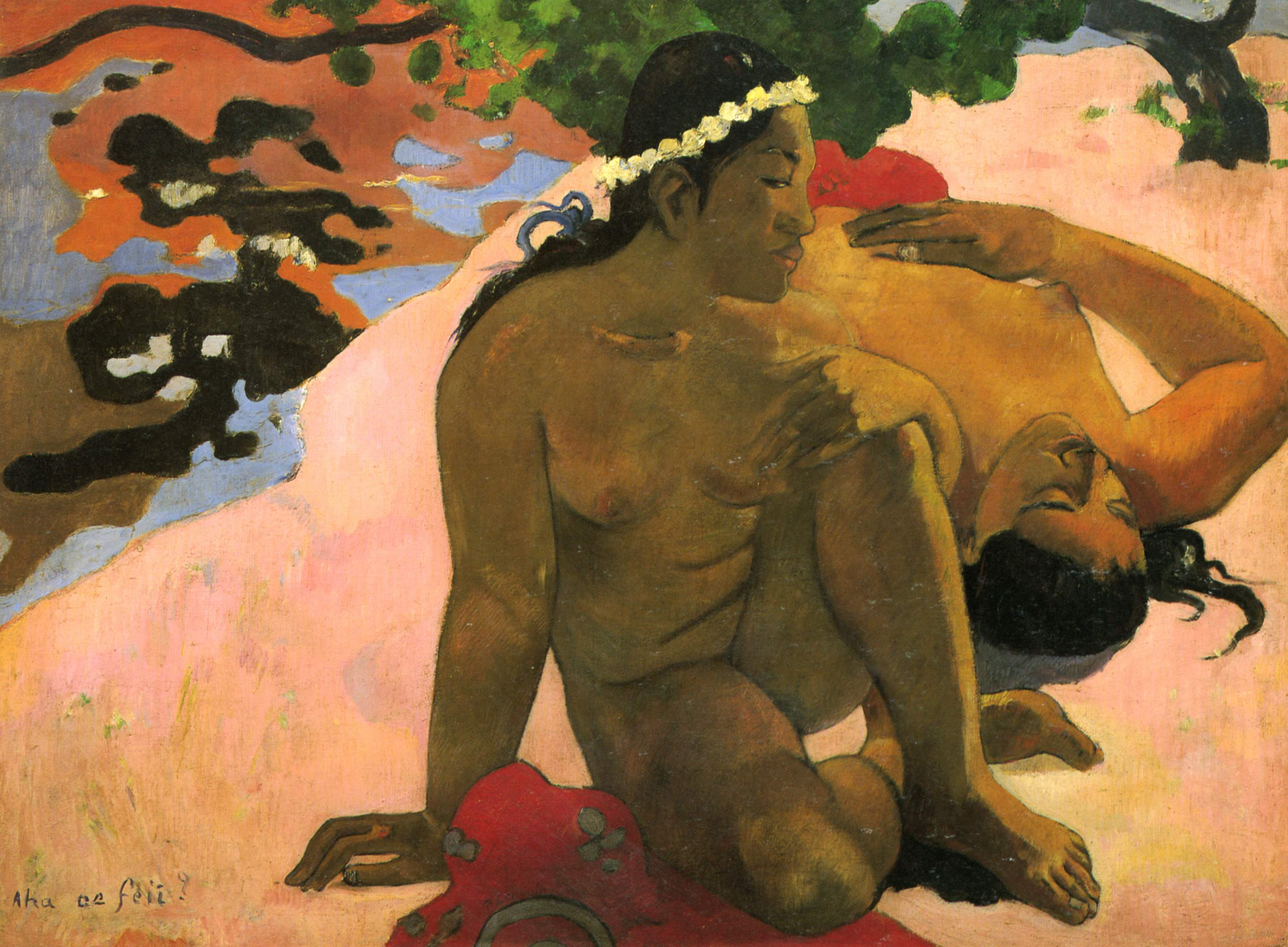
آیا حسادات می‌کنی؟ پل گوگن، ۱۸۹۲ م.
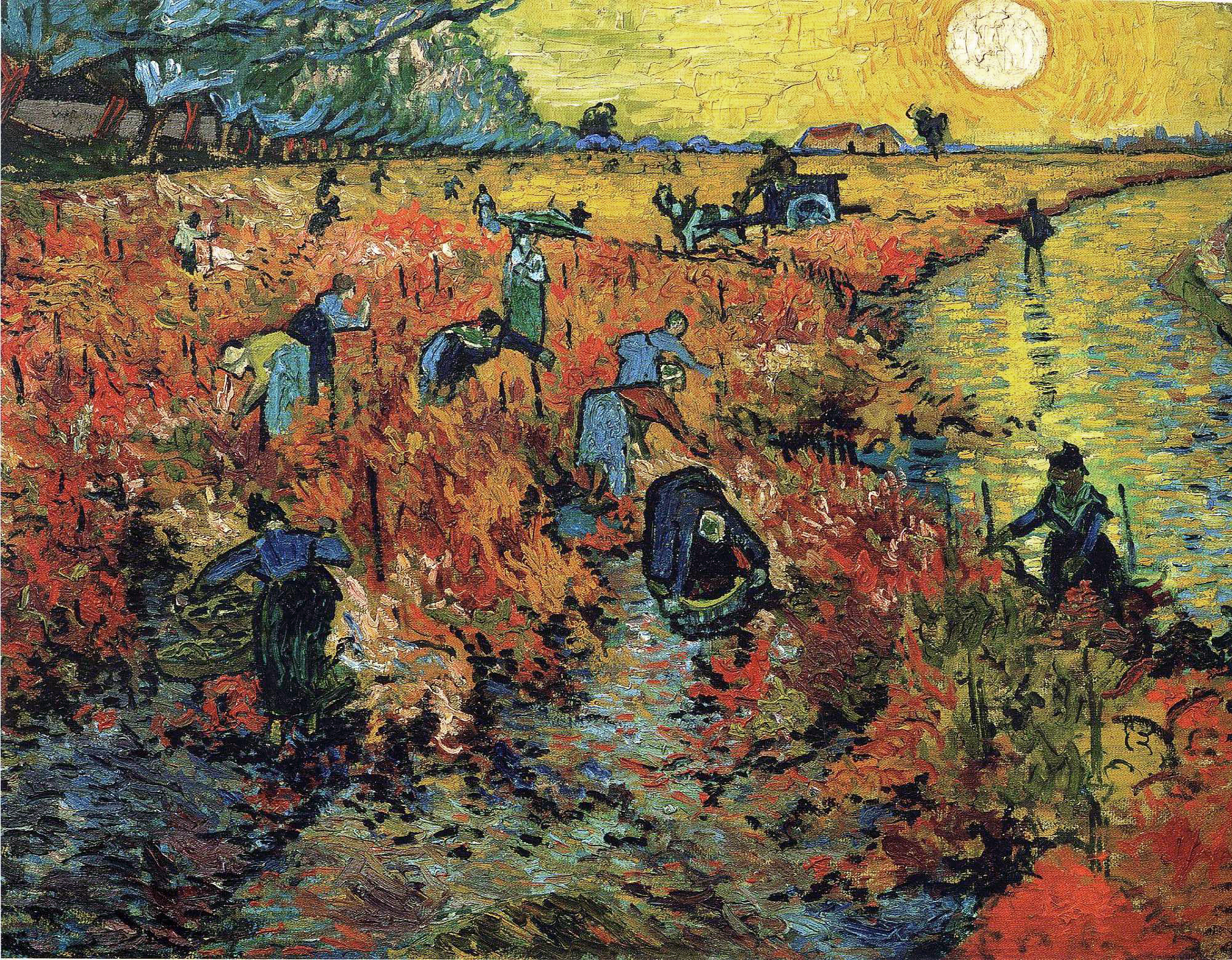
تاکستان سرخ
ونسان ون گوگ، ۱۸۸۸ م.